# Pierre Martin le facteur
Pierre Martin le facteur (ou Pierre Le Facteur pour sa sortie  VHS et DVD) (Postman Pat) est une série télévisée d'animation britannique en 196 épisodes de 15 minutes créée par John Cunliffe et diffusée entre le 11 novembre 1981 et le 29 mars 2017 sur BBC.
Au Québec, la série débute avec l'épisode spécial Pierre Martin le facteur prend l'autobus diffusé le 1er janvier 1993 à la Télévision de Radio-Canada avant d'être diffusée régulièrement dès le 11 janvier. En France, la première saison a été diffusée à partir de septembre 1991 sur Canal J, puis la troisième saison et subséquentes dès 2005 sur Nickelodeon.
Un film d'animation en 3D intitulé Postman Pat: The Movie (en) sort en 2014.

## Distribution

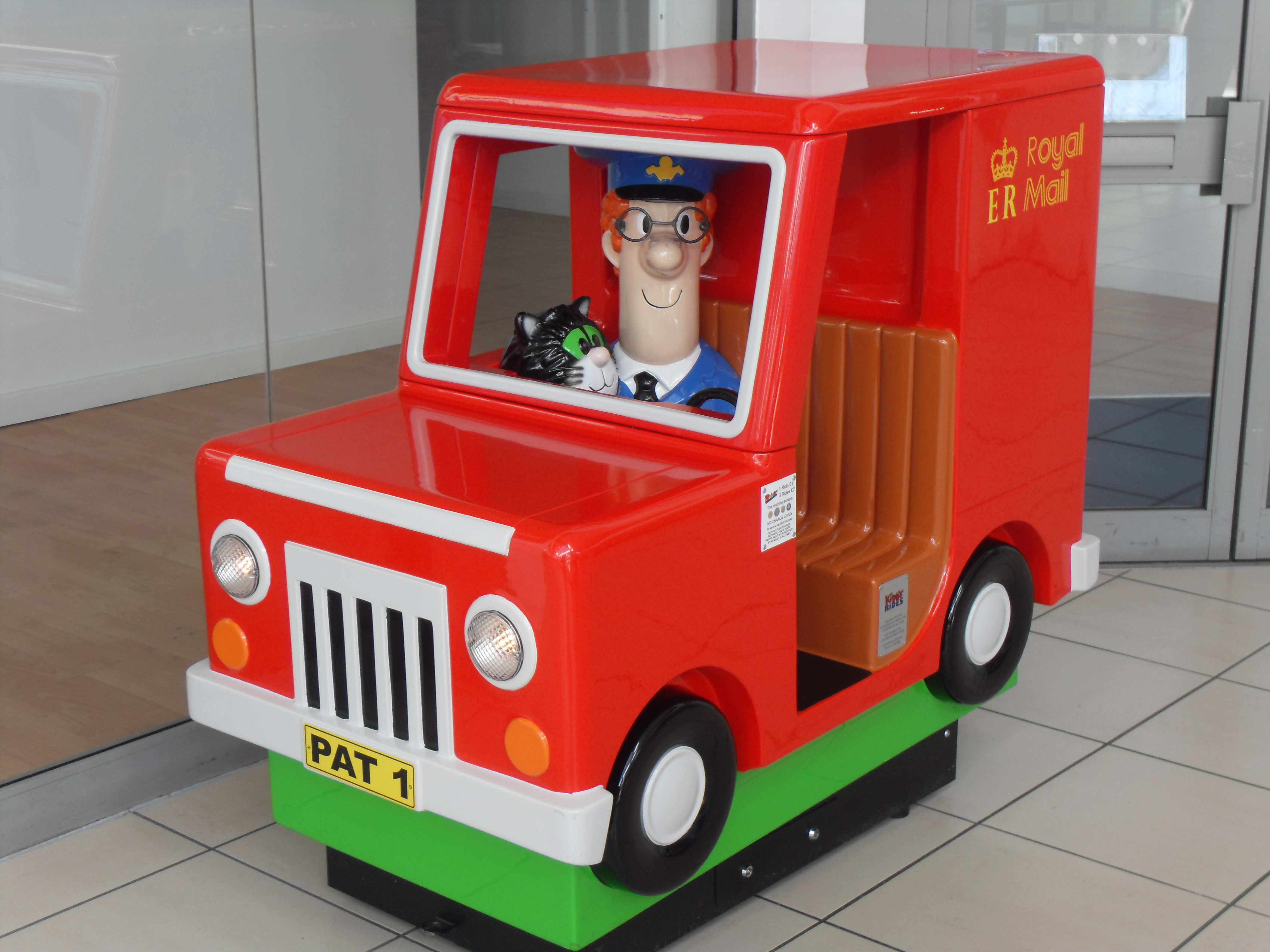
Pierre Martin le facteur et son chat dans la voiture.

### Voix originales
- Ken Barrie : Pat Clifton (Pierre Martin en VF)

### Voix françaises
- Jean-Luc Montminy : Tous les voix (1re saison)
- Olivier Destrez : Pierre Martin (3e saison)
- Érik Colin : Le révérend / Policier Selby / Monsieur Pringle (3e saison)
- Yoann Sover : Ajay Bains le conducteur du train / Julian le fils de Pierre / Charlie (3e saison)
- Jean-François Kopf: Ted Glen / Bill (3e saison)
- Fabrice Trojani : Fred le fermier / Tom (3e saison)
- Marie-Martine Bisson : La postière / Sara / Dorothy / Nisha Bains / Docteur Gilbertson / Julia (3e saison)
- Hélène Chanson : Meera la fille de Ajay / Sarah / Lucy / Katy (3e saison)

Source : Planète Jeunesse.
Note : La 1re saison a été doublée au Québec, tandis que la 3e l'a été en France. Quant à la 2e saison, elle est inédite dans les pays francophones.

## Sortie DVD
En 2007, un DVD contenant 3 épisodes de la série, sort sous le nom de Pierre Le Facteur : Le Train Postal, distribué par Citel Vidéo.